# Церцис європейський (пам'ятка природи)
Це́рцис європе́йський — ботанічна пам'ятка природи місцевого значення в Україні. Розташована в межах Рахівського району Закарпатської області, на північний схід від села Луг. 
Площа 1 га. Статус надано згідно з рішенням облради від 23.10.1984 року № 253. Перебуває у віданні ДП «Великобичківське ЛМГ» (Лужанське л-во, кв. 14, вид. 28). 
Статус надано з метою збереження чотирьох екземплярів церциса європейського (Cercis siliquastrum). 